# Alex Kande Mupompa
Pour les articles homonymes, voir Kande.
Alex Kande Mupompa, né le 23 septembre 1950 à Luluabourg (aujourd'hui Kananga) est un homme politique congolais.

## Biographie
Alex Kande Mupompa est détenteur d’une licence en sciences économiques appliquées, option gestion commerciale, obtenue en 1976 à la faculté universitaire catholique de Mons (FUCAM) en Belgique. En 1978, il est maître en sciences économiques appliquées, option marketing/management de la même Faculté Universitaire.
Alex Kande Mupompa commence sa carrière professionnelle en 1978 à la Société Financière de Développement, (« SOFIDE »), (Banque de développement de la RDC) où durant 12 ans, il gravit les échelons, de la fonction d’analyse financière à celle de direction de département : département des études économiques et département de supervision des projets[réf. nécessaire].

### Carrière politique
À partir de 1990, il occupera successivement les fonctions de directeur de cabinet au ministère du plan (avec le Ministre Charles BOFOSA WA MBEA NKOSO et le Premier Ministre Léon KENGO WA DONDO), de directeur de cabinet au ministère de l’Économie nationale (1991 avec le Ministre François MUAMBA TSHISHIMBI et le Premier Ministre Bernardin MUNGUL DIAKA, ensuite de 1995 à 1997 avec le Ministre Marco BANGULI et le Premier Ministre Léon KENGO WA DONDO), de directeur de cabinet au ministère des Finances (1997-1998 avec le Ministre Marco BANGULI et le Premier Ministre Léon KENGO WA DONDO), de conseiller financier au ministère des Affaires étrangères (1992-1993 avec le Ministre Pierre LUMBI et le Premier Ministre Etienne TSHISEKEDI) d’administrateur-directeur général de la société de téléphonie cellulaire Telecel qu’il installe au Niger, d’administrateur-directeur général de la même société[réf. nécessaire] qu’il installe également au Burkina Faso, (1998-2002) et, enfin, celle de directeur de cabinet au ministère du Budget (2003-2006 avec le Ministre François MUAMBA, sous le gouvernement 1+4)[réf. nécessaire].
Il occupera également plusieurs autres postes, notamment, ceux d’administrateur à Immoaf, à la Fédération des entreprises du Congo, (« FEC »), à la Banque congolaise où il est en même temps Président du Comité d’audit, à la Société des Grands Hôtels du Congo qui gère Pullman Hôtel, à Auto Transport Company, « ATC » et à la société de transport aérien Hewa Bora[réf. souhaitée].
Il est élu député national du mouvement de libération du Congo en 2006 et 2011.

### Création du Congrès des Alliés pour l’Action au Congo
Ancien du Mouvement de Libération du Congo, « MLC », Alex Kande Mupompa crée avec ses amis en 2011, le parti politique « Congrès des Alliés pour l’Action au Congo », « CAAC » en sigle. Il est massivement élu député national de la circonscription électorale de la ville de Kananga en 2006 et ce mandat est renouvelé aux élections législatives de 2011[réf. nécessaire].

### Gouverneur de la Province du Kasaï Occidental
Il quitte son mandat en décembre 2012 pour devenir gouverneur du Kasaï-Occidental. Lorsque cette province est scindée en 2016, il devient gouverneur du nouveau Kasaï-Central. Il est appelé à Kinshasa en février 2017 pour une « mission de service » qui l'empêche de revenir dans sa province pendant plus de huit mois. Bien que proche du pouvoir, celui-ci ne le soutient pas et il est déchu de son poste de gouverneur le 4 octobre, officiellement pour des détournements de fonds et une mauvaise gestion. Élu député provincial en 2018, son élection est contestée par ses rivaux du Parti du peuple pour la reconstruction et la démocratie. Elle est finalement validée le 10 octobre 2019, mais Alex Kande laisse son siège à son suppléant Clément Ngombua à l'issue de sa victoire judiciaire.

### Motion de censure par l'assemblée provincial duKasaï-Central(2017)
En mission de service à Kinshasa en 2017, Kande n'a pas pu rentrer dans sa province, malgré des multiples tentatives de regagner Kananga. Après huit mois, et en son absence, l’Assemblée provinciale vote une motion de censure contre son gouvernement,.

## Publication du Livre "ma part de Vérité"
Alex Kande Mupompa publie en février 2018 aux editions Malandji, un livre intitulé « Ma part de vérité sur la motion de censure de l’Assemblée provinciale du Kasaï central qui a fait triompher le mal le 04 octobre 2017 » où il soutient que la procédure en la matière n’a pas été suivie et qu’elle ne contenait que de fausses accusations non étayées par des preuves[source secondaire nécessaire]. 

### Député provincial
En 2018, Alex Kande Mupompa est élu député provincial de la circonscription électorale de la ville de Kananga. Pour des raisons personnelles, il cède ensuite ce mandant à son premier suppléant[réf. nécessaire].

## Rôle dans la rébellion Kamwina Nsapu
En raison de son rôle au début de la rébellion Kamwina Nsapuet des exécutions extrajudiciaires qui ont été le fait des forces de sécurité et de la PNC au Kasaï central à partir d'août 2016, il est inscrit sur la liste des sanctions de l'Union européenne. Il fait l’objet depuis mai 2017, aux côtés de 14 autres personnalités politiques et militaires congolaises, de mesures restrictives dictées par le Conseil de l’Union Européenne.
À la suite de l'adoption de la décision d'exécution (PESC) 2024/2668 du Conseil mettant en œuvre la décision 2010/788/PESC et du règlement d'exécution (UE) 2024/2670 du Conseil mettant en œuvre le règlement (CE) n° 1183/2005. Alex Kande Mupompa a été retiré de la liste des personnes et entités faisant l'objet de mesures restrictives de l'Union européenne. 
Par conséquent, il n'est plus soumis à des sanctions et restrictions de l'Union européenne à partir du 9 octobre 2024.

## Projets et Développement
Il est l’initiateur de plusieurs projets de développement dans sa province, dont la construction de la route de 240 km de Kananga à Kalamba Mbuji vers l’Angola, pour désenclaver la province du Kasaï Central, la mise en place à Kananga de la première centrale solaire en Afrique centrale francophone, et l’acquisition de bus, et de tricycles pour le transport en commun dans la ville de Kananga[réf. nécessaire].  